# Walther Zimmermann (Kunsthistoriker)
Friedrich Emil Adolf Walther Hubert Zimmermann (geboren am 28. Juni 1902 in Bad Münster am Stein; gestorben am 15. Juli 1961 in Bonn) war ein deutscher Kunsthistoriker und Denkmalpfleger.

## Leben
Der Protestant Walther Zimmermann war der Sohn des 1928 verstorbenen Pfarrers von Bad Münster am Stein, Julius Zimmermann und dessen Ehefrau Else Zimmermann, geborene Stephani. Die ersten vier Jahre seiner Schulzeit besuchte er die Volksschule in Bad Münster am Stein, wechselte dann aber an das Staatliche Gymnasium in Bad Kreuznach, das er mit Ablegung des Reifeprüfung Ostern 1921 verließ. Die Befassung mit der Geschichte seiner Heimat, des Kreises Kreuznach wurde Walther Zimmermann durch seinen Vater praktisch in die Wiege gelegt. Dieser gab seinem Sohn basierend auf umfänglichen Kenntnissen zur regionalen Geschichte und Kirchengeschichte sowohl Einführung in die Materie als das er ihm auch seinen weiteren Weg wies.
Walther Zimmermann studierte Kunstgeschichte an den Universitäten in Bonn, München, Berlin und abschließend erneut in Bonn. Bereits im Jahr 1925 nahm er als wissenschaftlicher Hilfsarbeiter an den Vorbereitungen der in Köln stattfindenden Jahrtausendausstellung teil, wozu er sich im Sommersemester 1925 beurlauben ließ. Bei der Ausstellung die anlässlich der Rheinischen Jahrtausendfeier erfolgte, war Zimmermann im Besonderen mit dem Aufbau der Abteilung „Evangelische Kirche“ betraut. Zum Abschluss seiner Studien wurde er 1927 bei Paul Clemen mit der Arbeit Die Kunst im Nahegebiet mit besonderer Berücksichtigung des Kreises Kreuznach zum Dr. phil. promoviert. Während seiner Studienzeit zählten zu Zimmermanns Lehrern neben dessen langjährigen Förderer Paul Clemen in Bonn Franz Winter, Wilhelm Levison, Karl Koetschau und Heribert Reiners, in München Heinrich Wölfflin und Hans Rose sowie in Berlin Adolph Goldschmidt.
Im Zuge der Erstellung und Materialsammlung zu seiner Dissertation begann Walther Zimmermann mit der Niederschrift des Manuskripts zu der Ausgabe des Kreises Kreuznach innerhalb der von Clemen herausgegebenen Inventarreihe Die Kunstdenkmäler der Rheinprovinz. Das abgeschlossene Manuskript hierzu legte er 1928 vor, die Veröffentlichung wurde jedoch zunächst zurückgestellt. 1932 kam der aufgelöste Kreis Meisenheim an den Kreis Kreuznach. Da Zimmermann zuvor nur den Altkreis Kreuznach bearbeitete, war vor einer Publikation nun noch die Bereisung und Aufbereitung des neu hinzugekommenen Gebietes des ehemaligen Kreises Meisenheim erforderlich. Zwischenzeitlich hatte Zimmermann im Jahr 1928 und im Wege eines Stipendiats der Saarforschungsgemeinschaft den Auftrag zur Bearbeitung der Kunstdenkmälerinventare des Saargebiets erhalten. Also jener Kreise, die zuvor zur bayerischen Pfalz bzw. preußischen Rheinprovinz, hier dem Regierungsbezirk Trier gehörten und nach dem Ersten Weltkrieg von 1920 bis 1935 als Mandatsgebiet dem Völkerbund übertragen wurden. 
Zimmermann erarbeitete bis 1935 die Bände zu Stadt- und Kreis Saarbrücken sowie den Kreisen Ottweiler und Saarlouis. Parallel stellte er bis August 1933 auch den Band zu dem erweiterten Kreis Kreuznach fertig, so dass dieser 1935 erscheinen konnte. Im selben Jahr erhielt er zum 1. April 1935 seine Ernennung zum Dezernenten für die Kunstdenkmäleraufnahme der Rheinprovinz bei der Provinzialverwaltung mit Dienstsitz in Bonn und zum 1. Juli des Folgejahres dort auch die Beförderung zum Landesverwaltungsrat.
Während des Zweiten Weltkriegs fand Zimmermann dann von 1940 bis 1942 als Kriegsverwaltungsrat beim Kunstschutz in Dijon Einsatz, kehrte dann aber 1943/1944 als Bergungsbeauftragter nach Bonn zurück. Schließlich wurde er noch zum Kriegsdienst nach Russland versetzt, dort verwundet und in Gefangenschaft genommen. Am 9. Juli 1945 traf Zimmermann aus der Gefangenschaft heimkommend bei Josef Busley in Leubsdorf ein und fand dort eine erste Unterkunft. Selbst an der rechten Hand verwundet war er ohne Nachricht von seiner kranken Frau und seinen Kindern. Nach seiner Rückkehr übernahm er 1946 die Leitung der Kunstdenkmäleraufnahme für jenen Teil, der zuvor preußischen Rheinprovinz, der in der britischen Besatzungszone zu liegen kam, den Landesteil Nordrhein. Mit dem 13. Dezember 1954 zum Landesoberverwaltungsrat beim 1953 errichteten Landschaftsverband Rheinland ernannt, schied er wegen schwerer Erkrankung zum 31. Dezember 1960 vorzeitig aus dem Dienst. Kaum sieben Monate darauf starb er in Bonn.

## Schriften (Auswahl)
- Die Kunst im Nahegebiet mit besonderer Berücksichtigung des Kreises Kreuznach (=Veröffentlichung des Vereins für Heimatkunde in Kreuznach, Band 38), Harnach, Kreuznach 1927 OCLC 459244040 (Dissertation, Universität Bonn 1927, 44 S.).
- Das Land an der Saar. Aufgenommen von der Staatlichen Bildstelle, Beschrieben von Walther Zimmermann, Deutscher Kunstverlag Berlin 1931
- Die Kunstdenkmäler der Stadt und des Landkreises Saarbrücken. Hrsg. Saarforschungsgemeinschaft, L. Schwann, Düsseldorf 1932 (Unveränderter Nachdruck Verein für Denkmalpflege im Saarland, Saarbrücken 1975).
- Die Kunstdenkmäler der Kreise Ottweiler und Saarlouis. Hrsg. Saarforschungsgemeinschaft, L. Schwann, Düsseldorf 1934 (Unveränderter Nachdruck Verein für Denkmalpflege im Saarland, Saarbrücken 1976).
- Die Kunstdenkmäler des Kreises Kreuznach. (=Paul Clemen: Die Kunstdenkmäler der Rheinprovinz, 18. Band, I. Abt.), Schwann, Düsseldorf 1935 (Erster Nachdruck Deutscher Kunstverlag, München / Berlin 1972, ISBN 3-422-00540-4; Zweiter Nachdruck Pädagogischer Verlag Schwann-Bagel, Düsseldorf 1985, ISBN 3-590-32149-0).
- mit Heinrich Neu: Das Werk des Malers Renier Roidkin. Ansichten westdeutscher Kirchen, Burgen, Schlösser und Städte aus der ersten Hälfte des 18. Jahrhunderts. In: Rheinischer Heimatbund (Rheinischer Verein für Denkmalpflege und Heimatschutz) Jahrgang 1939 (=Die Kunstdenkmäler der Rheinprovinz, Beiheft 1), Schwann, Düsseldorf 1939.
- Untersuchungen zur frühen Kölner Stadt-, Kunst- und Kirchengeschichte. (=Die Kunstdenkmäler des Rheinlandes, Beiheft 2), Fredebeul & Koenen, Essen 1950.
- Das Münster zu Essen. (=Die Kunstdenkmäler des Rheinlandes, Beiheft 3) Fredebeul & Koenen, Essen 1956.
- mit Hugo Borger, Ruth Ehmke und Fritz Goldkuhle: Die Kirchen zu Essen-Werden. (=Die Kunstdenkmäler des Rheinlandes, Beiheft 7), Fredebeul & Koenen, Essen 1959.